# Dracones
Dracones (le mot dracones est le pluriel du latin draco qui signifie « dragon ») est un taxon créé en 1895 par le biologiste allemand Ernst Haeckel pour rassembler l'ensemble des Dinosaures et des Ptérosaures dans une même classe. Ce groupe correspond donc au clade actuel des Ornithodira.